# Isoetes welwitschii
Isoetes welwitschii là một loài dương xỉ trong họ Isoetaceae. Loài này được A. Braun ex Kuhn mô tả khoa học đầu tiên năm 1868.